# Касименко, Александр Карпович
Александр Карпович Касименко (укр. Олександр Карпович Касименко; 10 [23] июня 1905, с. Великая Буромка, Киевская губерния — 13 января 1971, Киев) — украинский советский учёный, историк, доктор исторических наук (1955), профессор (1961), общественный деятель, лектор и педагог. Лауреат Государственной премии СССР.

## Биография
В 1926 окончил Полтавский институт народного образования (теперь Полтавский национальный педагогический университет имени В. Г. Короленко). Работал в вузах Полтавы, Житомира и Киева.
В 1927—1932 — преподаватель социально-экономических дисциплин Полтавского индустриального техникума и Полтавского сельскохозяйственного института. В 1934—1935 годах — заведующий кафедрой истории Полтавского педагогического института. В феврале 1935 года уволен за национализм и исключен из партии (восстановлен в мае 1935 года).
Во время Великой Отечественной войны находился на партийной работе. Работал в г. Чкалов (ныне Оренбург) заведующим отделом пропаганды и агитации райкома партии, был лектором ЦК. Редактировал журнал «Современное и будущее» (1945—1947).
С октября 1945 по май 1951 Александр Карпович Касименко заведовал кафедрой истории международных отношений и внешней политики Киевского университета.
В 1947—1964 — директор Института истории АН УССР.
Кандидатскую диссертацию защитил в 1946 по теме «Панская Польша — плацдарм борьбы Антанты против Советской России», тема докторской в 1955 году — «Русско-украинские взаимоотношения 1648 — начала 1651гг».
Главный редактор «Истории Киева» в 2 томах, «Истории Украинской ССР» (1-й том), «Научных записок» Института истории АН УССР (13 выпусков), автор программных статей о задачах исторической науки в СССР.
С 1964 — заместитель главного редактора Украинской Советской Энциклопедии.
Основные труды по истории Украины, историческим связям украинского и русского народов.
Скончался 13 января 1971 года. Похоронен на Байковом кладбище Киева.

## Сочинения
- Воссоединение Украины с Россией и его историческое значение. — Киев, 1954;
- Русско-украинские взаимоотношения в 1648 — начале 1651 годов. — Киев, 1955;
- История Украинской ССР. — Киев, 1960.
- Вітчизняна війна 1812 року — яскравий вияв народного патріотизму. — Киев, 1962.

## Награды
За участие в создании «Истории городов и сел Украинской ССР» в 26 томах в 1976 году был награждён Государственной премией СССР.